# Enrique Hervada
Enrique Hervada García-Sampedro (La Coruña, 1883 - ibdem, 4 de abril de 1953) fue un destacado médico gallego.

## Biografía

### Formación
Estudió Medicina en la Universidad de Santiago de Compostela, licenciándose en 1905 y  doctorándose  en Madrid en 1906, tras la presentación de una tesis titulada "La sífilis ignorada". Fue profesor ayudante de la Facultad de Medicina de Santiago y amplió estudios en París, donde siguió cursos de Otorrinolaringología con el Dr. Castex, de Clínica médica con el profesor Dieulafoy y de enfermedades cutáneas. Ayudó al profesor hispano-cubano Joaquín Albarrán, catedrático de Vías Urinarias en la Facultad de Medicina de París desde 1906, un gran especialista en clínica urológica, que fue el primero en utilizar en la cirugía ordinaria los distintos procedimientos de exploración funcional renal, creando interesantes técnicas, como el cateterismo citoscópico de los uréteres.

### Ejercicio de la Medicina en La Coruña

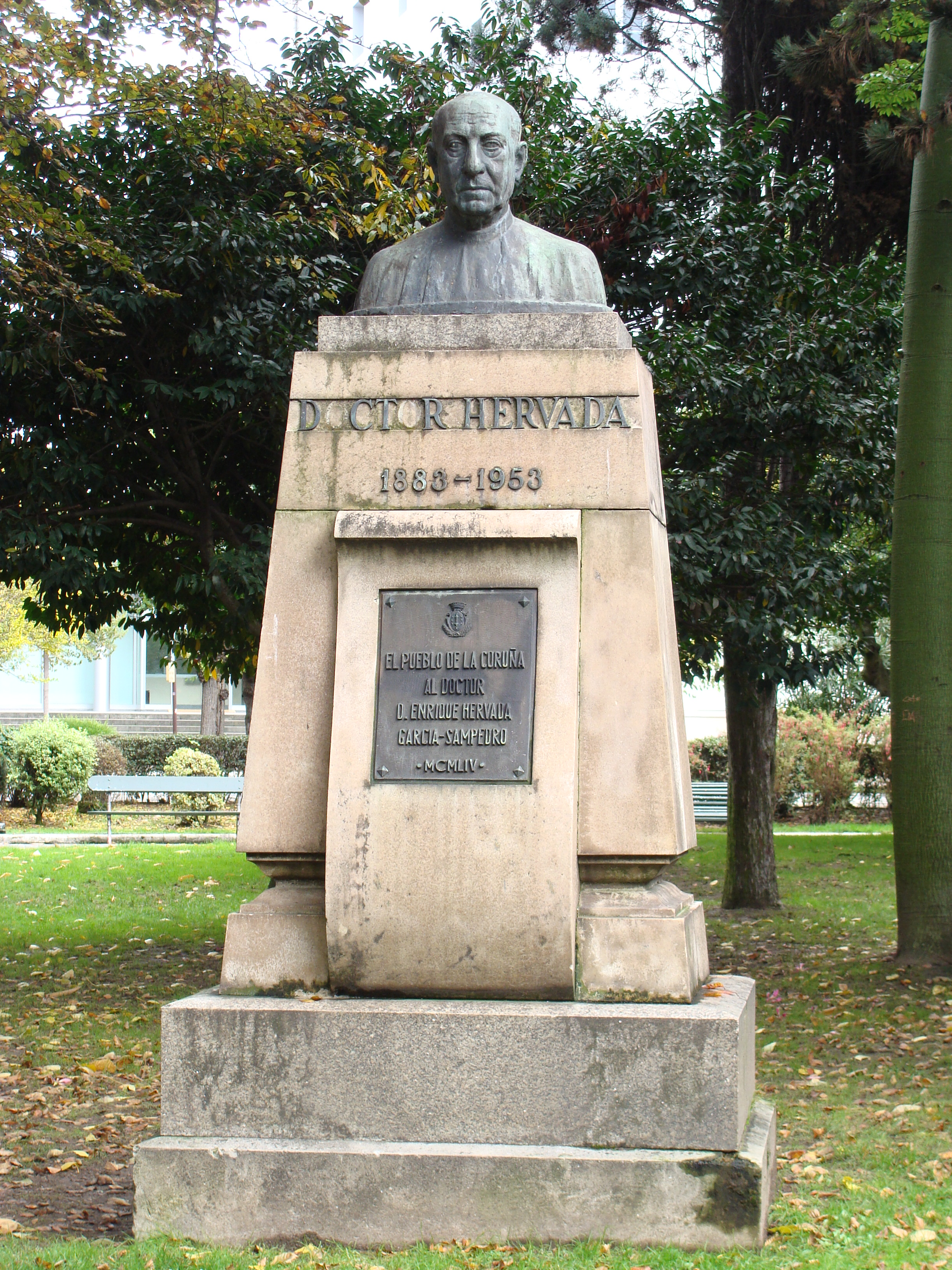
Jardines de Méndez Núñez.

En 1910 abrió consulta en La Coruña.Fue un médico muy reconocido, que fundó una sociedad asistencial, y trabajó para que la gente sin recursos pudiese recibir asistencia, para lo cual  atendía gratuitamente en el dispensario antituberculoso de la calle del Sol de La Coruña y en el Sanatorio de Oza. Su valía como médico y su amabilidad con los pacientes provocaron que su consulta fuese una de las más concurridas de la ciudad, siendo el primer médico de La Coruña que usó rayos X.
Como profesional de la medicina se caracterizó por su capacidad para el diagnóstico y su generosidad con los enfermos, a los que no les cobraba si carecían de medios económicos. Al haberse familiarizado en París con los más modernos procedimientos médicos pudo ser el primero en utilizar el salvarsán en La Coruña, en practicar el neumotórax y en la aplicación de las sales de oro en el tratamiento de la tuberculosis.
Ejerció de profesor en la Universidad Popular de La Coruña. Fue miembro de varias sociedades científicas y Presidente del Círculo de Artesanos. Colaboró en La Calle y publicó más de cien trabajos médicos.
Cuando falleció, en 1953, y a pesar de que las autoridades municipales lo prohibían, los ciudadanos llevaron su féretro a hombros desde su domicilio hasta el cementerio. Miles de coruñeses acompañaron al doctor Hervada hasta el cementerio de San Amaro, en uno de los sepelios más concurridos en la historia de la ciudad.

### Implicación social y política
Ideológicamente fue liberal y republicano. Cuando el 14 de abril de 1931 se proclamó la Segunda República, los republicanos coruñeses le encargaron que se pusiese al frente de la multitudinaria y festiva celebración. El doctor Hervada fue buscar a la Banda de Música del Hospicio, dirigida por Del Prado. Al son de la Marsellesa recorrieron media ciudad hasta llegar a la Plaza de María Pita, donde Hervada, subido a un camión, habló y dio por finalizado el acto.

## El Doctor Hervada y La Universidad Popular
El Doctor Hervada ejerció de profesor de la Universidad Popular de La Coruña, una institución educativa singular, fundada en 1906 y promovida por intelectuales coruñeses, como el médico Rodríguez y Rafael Roda Jiménez, director de La Voz de Galicia, que defendían la mejora de la educación popular. En ella colaboró la generación de políticos, profesionales e intelectuales coruñeses que, como Hervada, nacieron en la década de 1880: Enrique Hervada (1883-1953), Manuel Monteagudo (1883-1979), Gerardo Abad Conde (1881-1936), Joaquín Martín Martínez (1878-1936), Ángel del Castillo (1886-1961), Fernando Martínez Morás (1885-1937), Santiago Casares Quiroga (1884-1950), Manuel Durán García (1882-1934), Arturo Senra, Sergio Andión, Enrique Álvarez López, Cayetano Martínez, Mario Ruiz de Baro, Gervasio Iglesias, Juan Beltrán Muiños, Benito Virgilio Anguiano, Francisco Añino, Ignacio Loureda, Alberto Insúa (1883-1963), Wenceslao Fernández Flórez (1885-1964) y Ramón María Tenreiro (1879-1938.).

## Producción científica
La producción científica del Doctor Hervada empieza con su tesis "La sífilis ignorada" (1906), publicada en 1915, en la que estudia diversos casos de difícil interpretación clínica de la sífilis ignorada y latente. También dedicó especial interés al estudio de la tuberculosis, publicando la obra "La lucha antituberculosa en Galicia", en 1923. Sobre el mismo tema publicó otros trabajos, como "Herida de pulmón y tuberculosis pulmonar", editado en 1926 en colaboración con García Ramos, y "Estigmas somáticos de origen tuberculoso", en 1931).
También es autor del libro "Recetario farmacológico", escrito en 1922 en colaboración con Ismael Vida. Además, publicó numerosos artículos en revistas profesionales, como Siglo Médico, España Médica, Archivos Españoles de Tisiología, la Revista General de Medicina y Cirugía, Galicia Médica, Boletín del Dispensario Antituberculoso, Galicia Clínica y la Revista Médica Gallega, entre otras.

## Reconocimientos

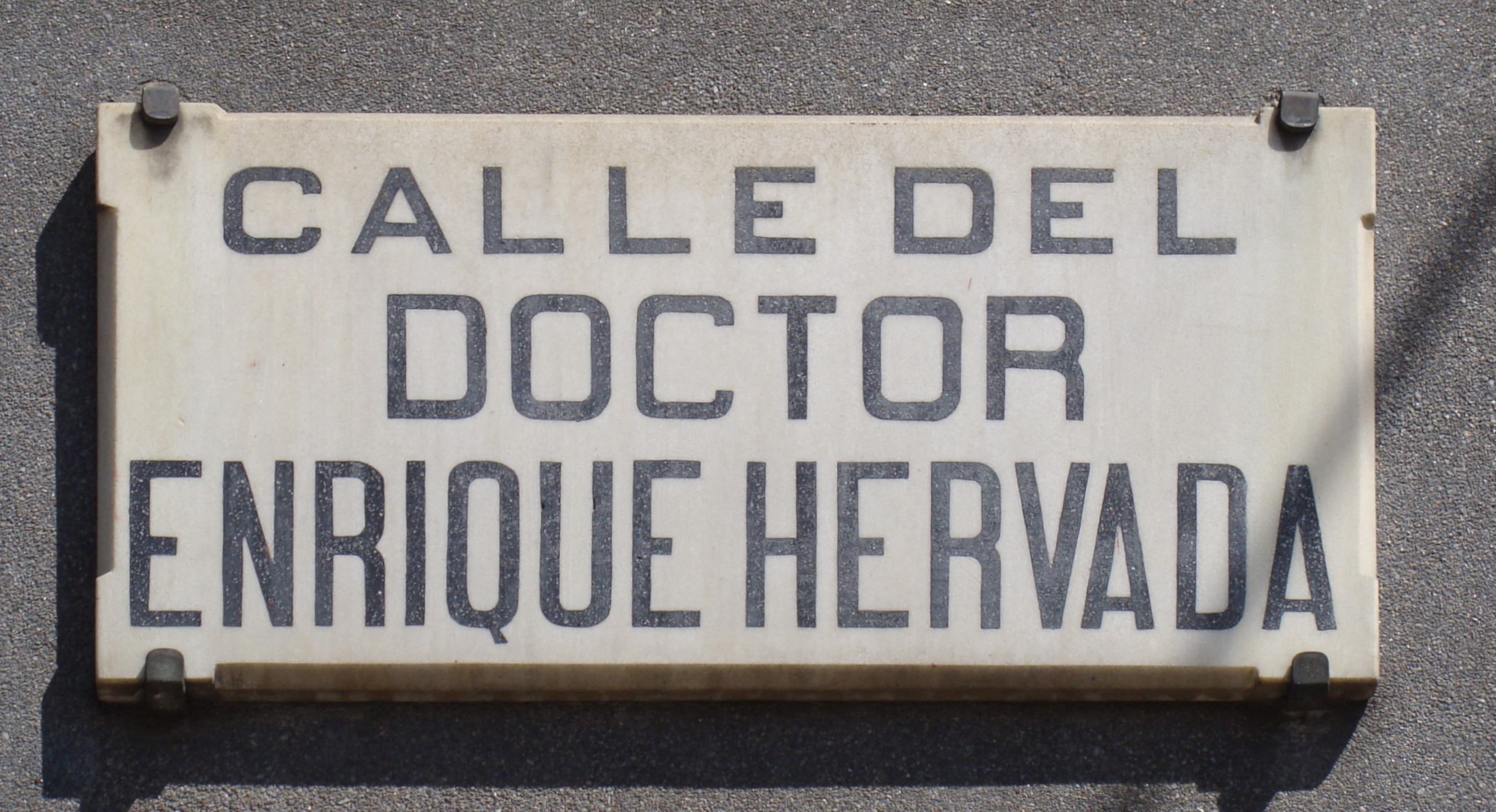
Placa de la calle.

El Ayuntamiento de La Coruña le dedicó una calle en el barrio de Cuatro Caminos y erigió un monumento a su recuerdo en los Jardines de Méndez Núñez.
Fue socio fundador de la Asociación Española de Urología, correspondiente de la Sociedad Española de Dermatología y Sifiliografía, correspondiente de la Société Française de Dermatologie et de Syphilographie y Presidente de Honor del Colegio de Practicantes de La Coruña.
Manuel Sánchez Salorio lo defínió como un médico desinteresado, humanista, popular e íntegro. Más que un médico, era un símbolo. Salorio tuvo la oportunidad, a mediados de 1948, de ver como practicaba la medicina, pues la primera vez que asistió a una consulta médica fue a una visita de Hervada. Cuenta de él que tenía siempre la ironía en los labios, y la generosidad ilimitada y que, contra lo que era común entre otros médicos de la ciudad de esa época, sabía mucha medicina.